# Molliens-Dreuil
Molliens-Dreuil ist eine französische Gemeinde mit 924 Einwohnern (Stand 1. Januar 2022) im Département Somme in der Region Hauts-de-France. Sie gehört zum Arrondissement Amiens und zum Kanton Ailly-sur-Somme.

## Geschichte
Die Châtellenie gehörte vom 12. Jahrhundert bis zur Französischen Revolution zu Picquigny. Dreuil war eine Pairie der Châtellenie von Picquigny. 1972 wurden die Gemeinden Molliens-Vidame und Dreuil-lès-Molliens zu Molliens-Dreuil zusammengelegt.

## Bevölkerungsentwicklung
- 1962: 548
- 1968: 555
- 1975: 582
- 1982: 789
- 1990: 878
- 1999: 830

## Sehenswürdigkeiten
- eine Motte
- Kirche Saint-Pierre-aux-Liens, 16. Jahrhundert
- Kirche Saint-Martin, 18. Jahrhundert

## Wirtschaft
Auf dem Gemeindegebiet gelten kontrollierte Herkunftsbezeichnungen (AOC) für Lammfleisch (Prés-salés de la baie de Somme). Die Lämmer weiden auf salzigen Wiesen an der Somme-Bucht.